# (2742) Gibson
(2742) Gibson – planetoida z pasa głównego asteroid okrążająca Słońce w ciągu 4 lat i 355 dni w średniej odległości 2,91 j.a. Została odkryta 6 maja 1981 roku w Obserwatorium Palomar przez Carolyn Shoemaker. Nazwa planetoidy pochodzi od Jamesa Gibsona (ur. 1949), amerykańskiego astronoma. Przed nadaniem nazwy planetoida nosiła oznaczenie tymczasowe (2742) 1981 JG3.